# Brørup Sogn
Brørup Sogn er et sogn i Malt Provsti (Ribe Stift).
I 1800-tallet var Holsted Sogn og Lindknud Sogn annekser til Brørup Sogn. Lindknud Sogn blev dog et selvstændigt pastorat i 1895. Brørup og Lindknud dannede tilsammen en sognekommune, mens Holsted dannede sognekommune med Føvling Sogn, der var et selvstændigt pastorat. Alle 4 sogne hørte til Malt Herred i Ribe Amt. Senere blev de to sognekommuner delt, så hvert af de 4 sogne var en selvstændig sognekommune. 
Ved kommunalreformen i 1970 indgik Brørup og den østlige del af Lindknud med byen Lindknud i Brørup Kommune. Holsted, Føvling og den vestlige del af Lindknud med byen Hovborg indgik i Holsted Kommune. Brørup og Holsted kommuner blev ved strukturreformen i 2007 indlemmet i Vejen Kommune.
I Brørup Sogn findes Brørup Gamle Kirke fra Middelalderen, der ligger ved landevejen 4 km nordvest for Brørup, og Johanneskirken fra 1925, der ligger inde i byen.
I sognet findes følgende autoriserede stednavne:
- Blåkær (areal)
- Brørup (stationsby)
- Bøgeskov (bebyggelse)
- Damgårde (bebyggelse)
- Eskelund (bebyggelse, ejerlav)
- Eskelundkær (bebyggelse)
- Hulkær (bebyggelse, ejerlav)
- Stilde Å (vandareal)
- Surhave (bebyggelse, ejerlav)
- Tirslund (bebyggelse, ejerlav)
- Tirslund Plantage (areal)
- Toppenhøj (areal)
- Tuesbøl (bebyggelse, ejerlav)
- Vester Gjerndrup (bebyggelse)
- Øster Gjerndrup (bebyggelse)
- Ålund Plantage (areal)